# Walisische Badmintonmeisterschaft 1981
Die Walisische Badmintonmeisterschaft 1981 fand in Deeside statt. Es war die 29. Austragung der nationalen Titelkämpfe im Badminton in Wales.

## Titelträger
| Disziplin    | Sieger                         |
| ------------ | ------------------------------ |
| Herreneinzel | Philip Sutton                  |
| Dameneinzel  | Sian Williams                  |
| Herrendoppel | Richard Eastwood Philip Sutton |
| Damendoppel  | Angela Nelson Sian Williams    |
| Mixed        | Yim Chong Lim Linda Blake      |